# Olympische Sommerspiele 1912/Teilnehmer (Niederlande)
| Gelbes Symbol für Goldmedaillen mit stilisierten Olympischen Ringen | Graues Symbol für Silbermedaillen mit stilisierten Olympischen Ringen | Braundes Symbol für Bronzemedaillen mit stilisierten Olympischen Ringen |
| ------------------------------------------------------------------- | --------------------------------------------------------------------- | ----------------------------------------------------------------------- |
| —                                                                   | —                                                                     | 3                                                                       |

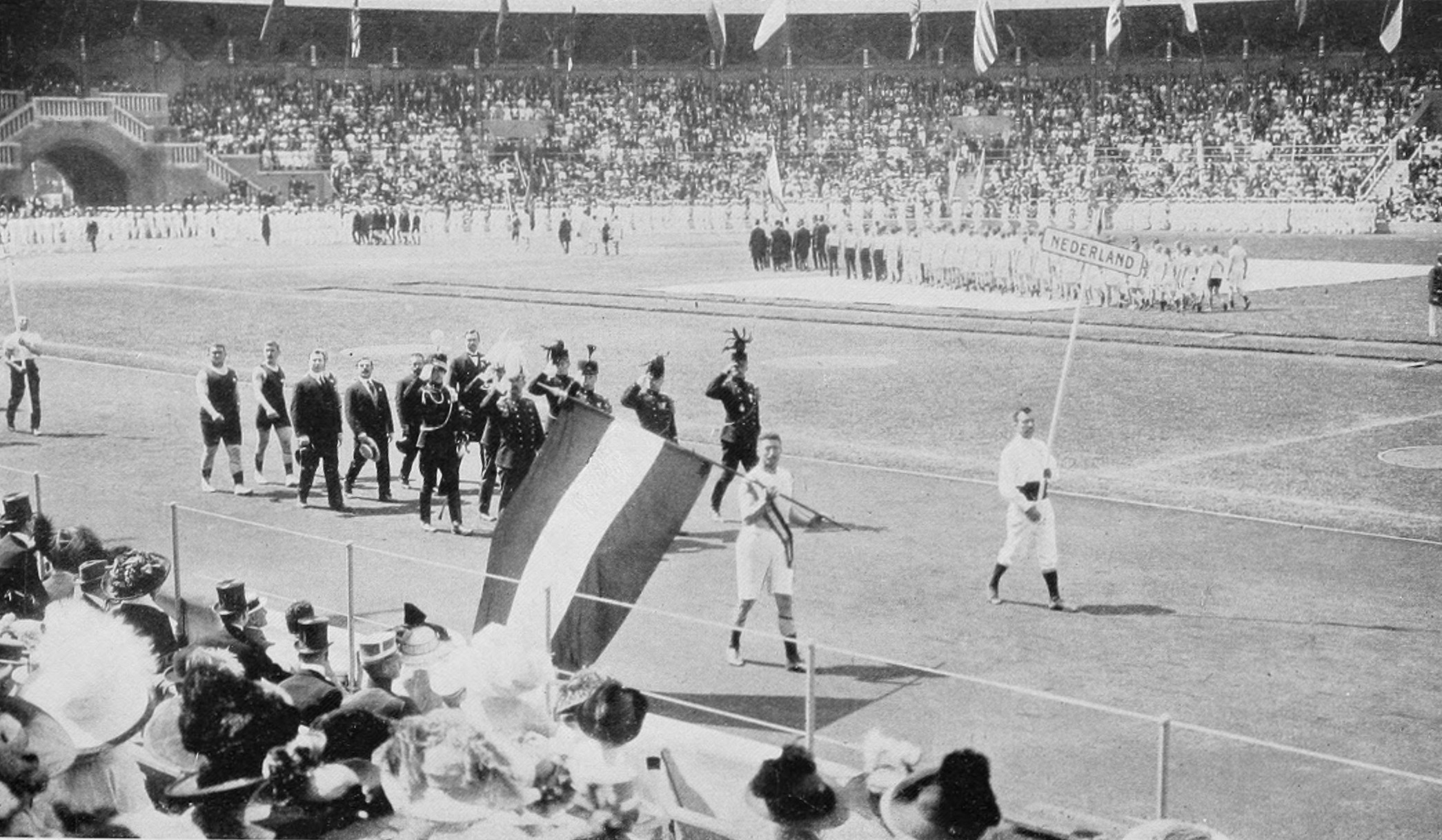
Die Mannschaft der Niederlande bei der Eröffnungsfeier

Die Niederlande nahmen an den Olympischen Sommerspielen 1912 in Stockholm, Schweden, mit 33 Sportlern teil. Dabei konnten die Athleten drei Bronzemedaillen gewinnen.

## Medaillengewinner

### Bronze
| Name | Sportart | Wettkampf        |
| --- | -------- | ---------------- |
| Adrianus de Jong Willem van Blijenburgh Jetze Doorman Leonardus Salomonson George van Rossem | Fechten  | Degen Mannschaft |
| Willem van Blijenburgh George van Rossem Adrianus de Jong Jetze Doorman Dirk Scalongne Hendrik de Iongh | Fechten  | Säbel Mannschaft |
| Piet Bouman Joop Boutmy Nico Bouvy Jan van Breda Kolff Caesar ten Cate Constant Feith Gé Fortgens Huug de Groot Just Göbel Bok de Korver Dirk Lotsy Jan van der Sluis Jan Vos David Wijnveldt Nico de Wolf | Fußball  | Männer           |

## Teilnehmer nach Sportarten

### Fechten
| Athlet                                                                                                  | Disziplin         | Erste Runde       | Erste Runde       | Viertelfinale  | Viertelfinale  | Halbfinale     | Halbfinale     | Finale         | Finale         |
| Athlet                                                                                                  | Disziplin         | Ergebnis          | Platz             | Ergebnis       | Platz          | Ergebnis       | Platz          | Ergebnis       | Platz          |
| --- | ----------------- | ----------------- | ----------------- | -------------- | -------------- | -------------- | -------------- | -------------- | -------------- |
| Jan de Beaufort                                                                                         | Degen, Einzel     | 2 Verloren        | Zweiter           | 3 losses       | Vierter        | nicht erreicht | nicht erreicht | nicht erreicht | nicht erreicht |
| Adrianus de Jong                                                                                        | Florett, Einzel   | 3 Verloren        | Vierter           | nicht erreicht | nicht erreicht | nicht erreicht | nicht erreicht | nicht erreicht | nicht erreicht |
| Adrianus de Jong                                                                                        | Degen, Einzel     | 3 Verloren        | Zweiter           | 2 Verloren     | Zweiter        | 2 Verloren     | Dritter        | nicht erreicht | nicht erreicht |
| Hendrik de Iongh                                                                                        | Degen, Einzel     | 1 Verloren        | Erster            | 4 Verloren     | Sechster       | nicht erreicht | nicht erreicht | nicht erreicht | nicht erreicht |
| Hendrik de Iongh                                                                                        | Säbel, Einzel     | 3 Gewonnen        | Erster            | DNS            | DNS            | nicht erreicht | nicht erreicht | nicht erreicht | nicht erreicht |
| Johannes Kolling                                                                                        | Säbel, Einzel     | 0 Gewonnen        | Vierter           | nicht erreicht | nicht erreicht | nicht erreicht | nicht erreicht | nicht erreicht | nicht erreicht |
| Willem Molijn                                                                                           | Degen, Einzel     | 5 Verloren        | Sechster          | nicht erreicht | nicht erreicht | nicht erreicht | nicht erreicht | nicht erreicht | nicht erreicht |
| Albertus Perk                                                                                           | Degen, Einzel     | 4 Verloren        | Fünfter           | nicht erreicht | nicht erreicht | nicht erreicht | nicht erreicht | nicht erreicht | nicht erreicht |
| Willem van Blijenburgh                                                                                  | Degen, Einzel     | 3 Verloren        | Vierter           | nicht erreicht | nicht erreicht | nicht erreicht | nicht erreicht | nicht erreicht | nicht erreicht |
| Jacob van Geuns                                                                                         | Degen, Einzel     | 4 Verloren        | Fünfter           | nicht erreicht | nicht erreicht | nicht erreicht | nicht erreicht | nicht erreicht | nicht erreicht |
| George van Rossem                                                                                       | Degen, Einzel     | 4 Verloren        | Vierter           | nicht erreicht | nicht erreicht | nicht erreicht | nicht erreicht | nicht erreicht | nicht erreicht |
| Willem van Blijenburgh Adrianus de Jong Jetze Doorman Leonardus Salomonson George van Rossem            | Degen, Mannschaft | nicht ausgetragen | nicht ausgetragen | Freilos        | Freilos        | 3–0            | Erster         | 1–2            | Dritter        |
| Willem van Blijenburgh Adrianus de Jong Hendrik de Iongh Jetze Doorman Dirk Scalongne George van Rossem | Säbel, Mannschaft | nicht ausgetragen | nicht ausgetragen | 1–1            | Zweiter        | 2–1            | Zweiter        | 1–2            | Dritter        |

### Fußball

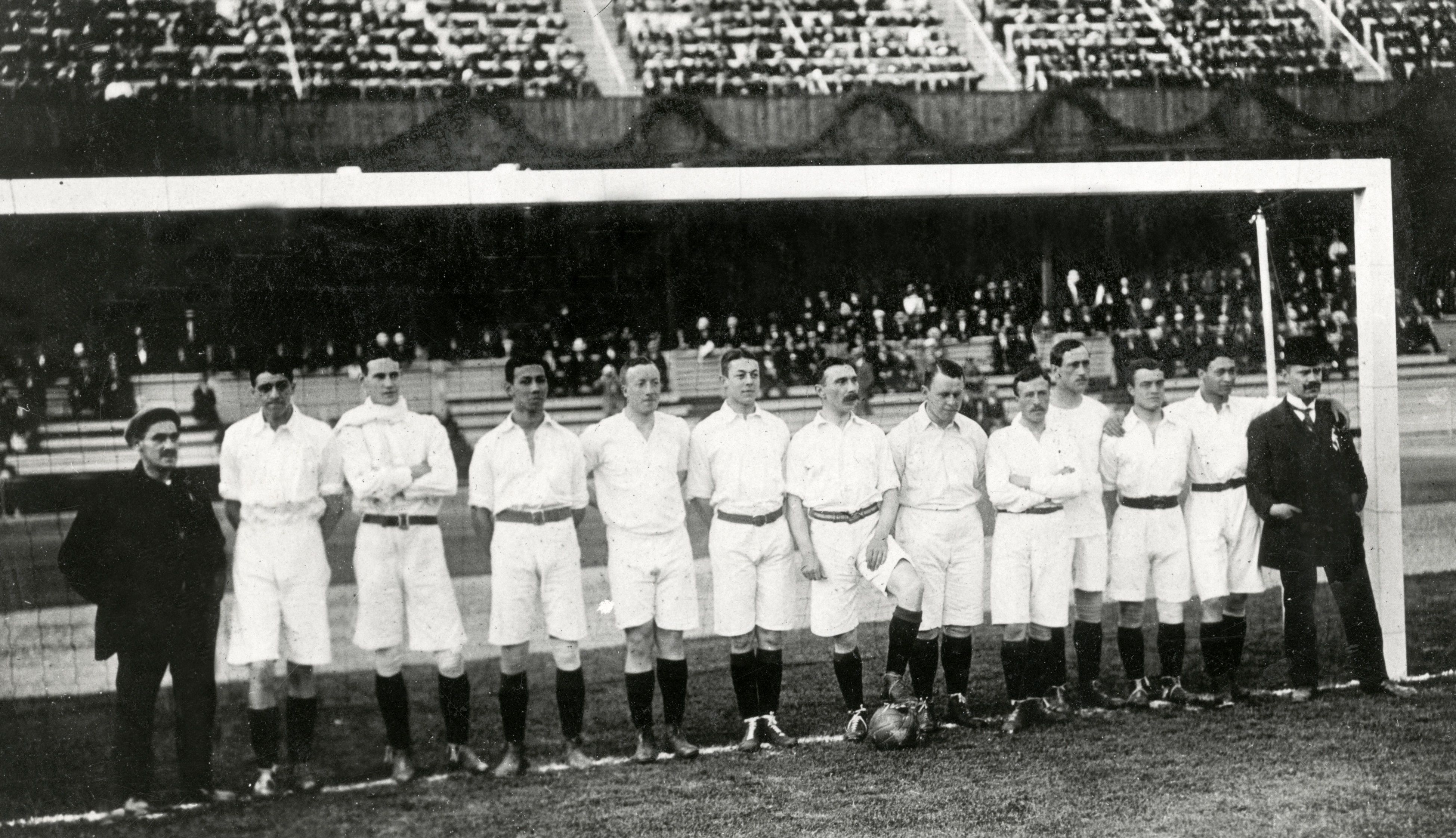
Die niederländische Fußballmannschaft bei den Olympischen Sommerspielen 1912

- Dritter
Piet Bouman
Joop Boutmy
Nicolaas Bouvy
Jan van Breda Kolff
Cees ten Cate
Constant Feith
Gé Fortgens
Just Göbel (Torwart)
Huug de Groot
Bok de Korver
Dirk Lotsy
Jan van der Sluis
Jan Vos
David Wijnveldt
Nico de Wolf
Edgar Chadwick (Trainer)

### Leichtathletik
| Athlet        | Disziplin | Vorlauf  | Vorlauf | Halbfinale     | Halbfinale     | Finale         | Finale         |
| Athlet        | Disziplin | Ergebnis | Platz   | Ergebnis       | Platz          | Ergebnis       | Platz          |
| ------------- | --------- | -------- | ------- | -------------- | -------------- | -------------- | -------------- |
| Jan Grijseels | 100 m     | k. A.    | Vierter | nicht erreicht | nicht erreicht | nicht erreicht | nicht erreicht |
| Jan Grijseels | 200 m     | k. A.    | Zweiter | k. A.          | Sechster       | nicht erreicht | nicht erreicht |

### Moderner Fünfkampf
| Athlet        | Pistolenschießen | Pistolenschießen | Schwimmen | Schwimmen | Degenfechten  | Degenfechten  | Degenfechten  | Springreiten  | Springreiten  | Springreiten  | Querfeldeinlauf | Querfeldeinlauf | Gesamtpunkte | Platz |
| Athlet        | Treffer          | Punkte           | Zeit      | Punkte    | Siege         | Touches       | Punkte        | Strafpunkte   | Zeit          | Punkte        | Zeit            | Punkte          | Gesamtpunkte | Platz |
| ------------- | ---------------- | ---------------- | --------- | --------- | ------------- | ------------- | ------------- | ------------- | ------------- | ------------- | --------------- | --------------- | ------------ | ----- |
| Jetze Doorman | 149              | 21               | DNS       | DNS       | Zurückgezogen | Zurückgezogen | Zurückgezogen | Zurückgezogen | Zurückgezogen | Zurückgezogen | Zurückgezogen   | Zurückgezogen   | DNF          | DNF   |

### Ringen
| Athlet               | Disziplin                       | Erste Runde        | Zweite Runde         | Dritte Runde        | Vierte Runde       | Fünfte Runde      | Sechste Runde      | Siebte Runde      | Finale                  | Finale                  | Finale                  | Finale   |
| Athlet               | Disziplin                       | Gegner Ergebnis    | Gegner Ergebnis      | Gegner Ergebnis     | Gegner Ergebnis    | Gegner Ergebnis   | Gegner Ergebnis    | Gegner Ergebnis   | Match A Gegner Ergebnis | Match B Gegner Ergebnis | Match C Gegner Ergebnis | Rank     |
| -------------------- | ------------------------------- | ------------------ | -------------------- | ------------------- | ------------------ | ----------------- | ------------------ | ----------------- | ----------------------- | ----------------------- | ----------------------- | -------- |
| Barend Bonneveld     | Halbschwergewicht (bis 82,5 kg) | Backenius Gewonnen | Neser Verloren       | Viljaama Verloren   | nicht erreicht     | nicht erreicht    | nicht erreicht     | nicht ausgetragen | nicht erreicht          | nicht erreicht          | nicht erreicht          | Neunter  |
| Johannes Eillebrecht | Leichtgewicht (bis 67,5 kg)     | Tanttu Verloren    | Kolehmainen Verloren | nicht erreicht      | nicht erreicht     | nicht erreicht    | nicht erreicht     | nicht erreicht    | nicht erreicht          | nicht erreicht          | nicht erreicht          | 31.      |
| Jan Sint             | Mittelgewicht (bis 75 kg)       | Ohlsson Gewonnen   | Hansen Gewonnen      | Westerlund Verloren | Tirkkonen Gewonnen | Lundsten Gewonnen | Asikainen Verloren | nicht erreicht    | nicht erreicht          | nicht erreicht          | nicht erreicht          | Sechster |

### Schießen
| Athlet        | Disziplin | Finale   | Finale  |
| Athlet        | Disziplin | Ergebnis | Platz   |
| ------------- | --------- | -------- | ------- |
| Emile Jurgens | Trap      | 87       | Neunter |

### Tennis
| Athleten  | Disziplin     | Erste Runde     | Zweite Runde                      | Dritte Runde    | Achtelfinale    | Viertelfinale   | Halbfinale      | Finale          | Finale |
| Athleten  | Disziplin     | Gegner Ergebnis | Gegner Ergebnis                   | Gegner Ergebnis | Gegner Ergebnis | Gegner Ergebnis | Gegner Ergebnis | Gegner Ergebnis | Rank   |
| --------- | ------------- | --------------- | --------------------------------- | --------------- | --------------- | --------------- | --------------- | --------------- | ------ |
| Männer    |               |                 |                                   |                 |                 |                 |                 |                 |        |
| Otto Blom | Rasen, Einzel | Freilos         | Setterwall Verloren 6-3, 6-3, 8-6 | nicht erreicht  | nicht erreicht  | nicht erreicht  | nicht erreicht  | nicht erreicht  | 31.    |